# Môtiers
Môtiers (toponimo francese) è una frazione di 825 abitanti del comune svizzero di Val-de-Travers (Canton Neuchâtel).

## Geografia fisica
Môtiers si trova nella valle Val-de-Travers, lungo i fiumi Areuse e Bied, a nord del lago di Neuchâtel.

## Storia
Presso Mòtiers abitò per alcuni anni, dal 1762 al 1765, Jean-Jacques Rousseau: qui redasse l'opera lirica Pigmalione e le Lettere scritte dalla montagna, che suscitarono grande dibattito in Svizzera e provocarono una crisi di legittimità al governo ginevrino. Gli abitanti di Mòiter cacciarono "di forze e a pietre" Rousseau per evitare rappresaglie da parte di Chiesa e governo; Rousseau fuggì sull'isola di San Pietro nel lago di Bienne.

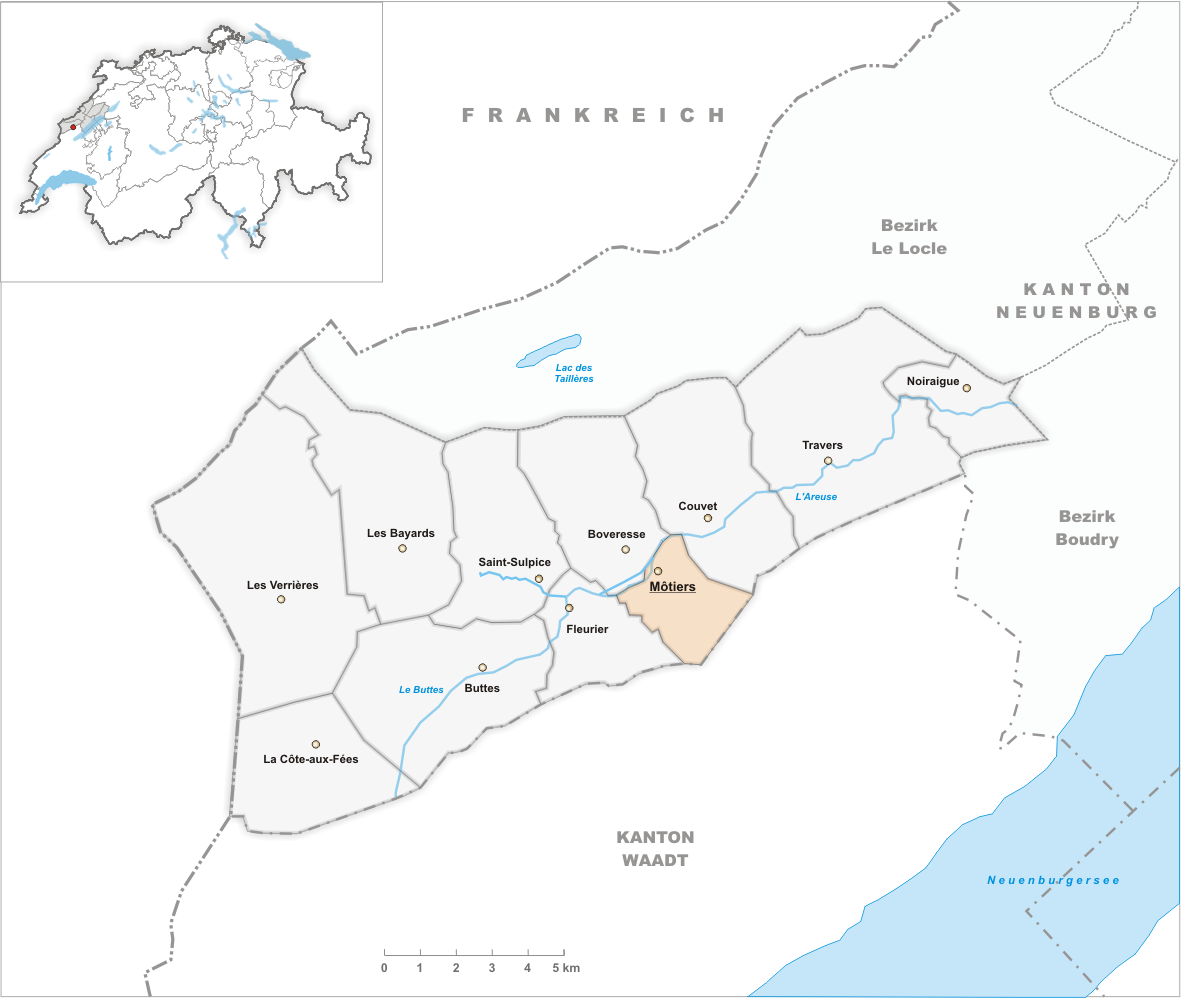
Il territorio del comune di Môtiers prima degli accorpamenti comunali del 2009

Già comune autonomo che si estendeva per 6,41 km² e che comprendeva anche le frazioni di Chaux, Pierrenod, Pré Monsieur, Riau, Sagneule, Sur le Crêt e Vers chez Bordon, fu il capoluogo del distretto di Val-de-Travers fino alla sua soppressione nel 2017. In seguito all'esito favorevole del referendum del 17 giugno 2007 il 1º gennaio 2009 è stato aggregato agli altri comuni soppressi di Boveresse, Buttes, Couvet, Fleurier, Les Bayards, Noiraigue, Saint-Sulpice e Travers per formare il nuovo comune di Val-de-Travers.

## Monumenti e luoghi d'interesse
- Priorato di Saint-Pierre, fondato tra il 909 e il 1032 sul luogo di una precedente chiesa del VII-VIII secolo e secolarizzato nel 1537, con rovine di una chiesa parrocchiale dedicata a Nostra Signora eretta nel XII secolo[1];
- Chiesa riformata con campanile del 1669[1];
- Castello di Môtiers, costruito nel 1311-1344 dai conti de Neuchâtel[1];
- Palazzo della corporazione dei Six Communes, costruito nel XVI secolo[1].

## Società

### Evoluzione demografica
L'evoluzione demografica è riportata nella seguente tabella:
Abitanti censiti

## Economia
L'economia locale si basa prevalentemente sull'artigianato.

## Infrastrutture e trasporti

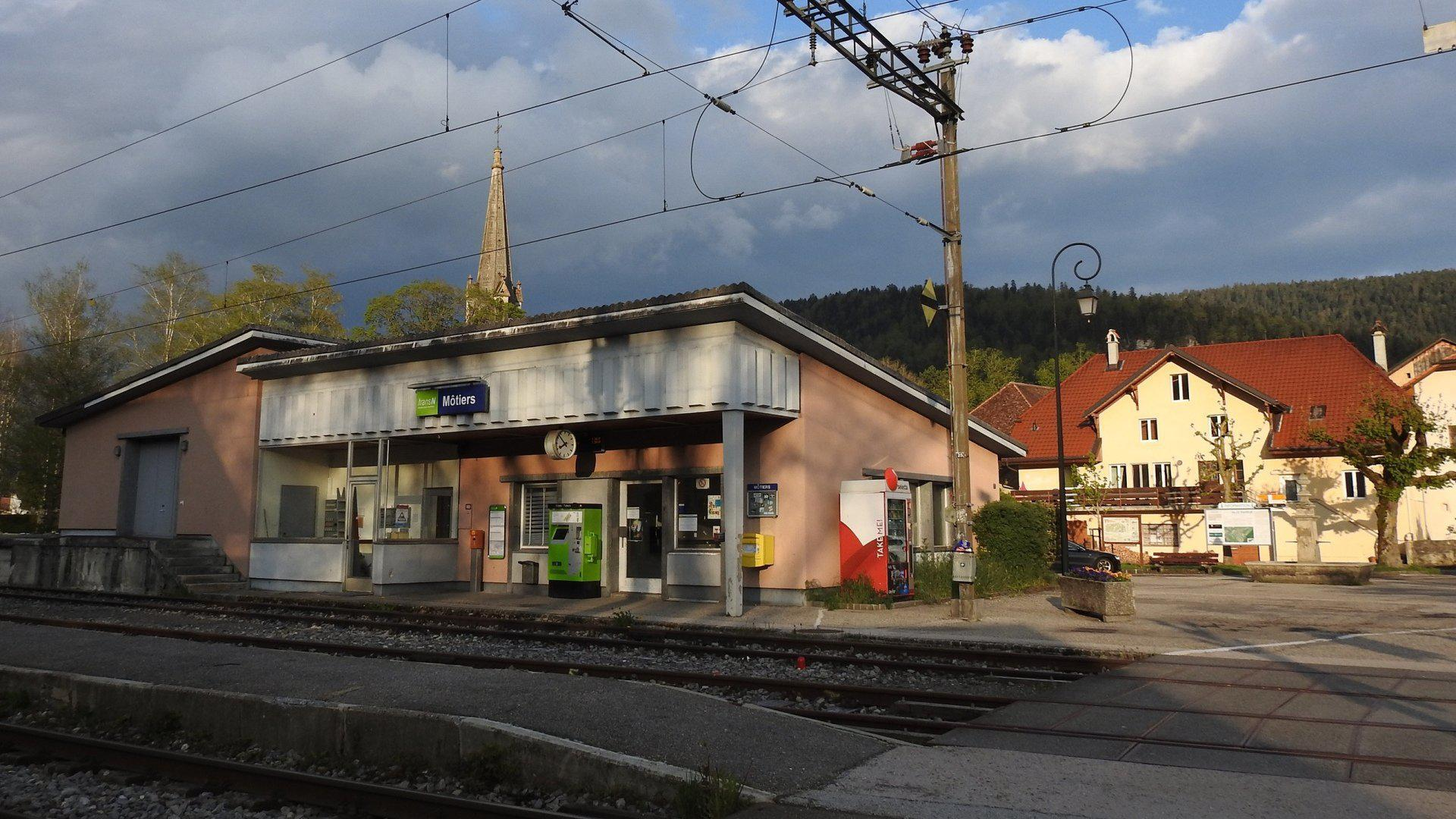
La stazione di Môtiers

Môtiers è servito dall'omonima stazione sulla ferrovia Travers-Fleurier-Buttes e dall'aeroporto di Môtiers.